# Himmlische Hundertschaft
Als Himmlische Hundertschaft oder Himmlische Hundert (ukrainisch Небесна сотня Nebesna sotnja) werden die während und infolge der Euromaidan-Proteste getöteten 108 zivilen Demonstranten und 13 Polizeibeamten bezeichnet. Einige der Opfer starben erst Monate, manche Jahre später an den Spätfolgen der ihnen zugefügten Verletzungen. Bis Juni 2016 wurden 55 Personen im Zusammenhang mit dem Mord an Demonstranten angeklagt, darunter 29 ehemalige Mitglieder der Spezialeinheit Berkut, 10 Tituschky (Mitglieder krimineller Banden, die angeheuert wurden, um Anti-Regierungs-Demonstranten zu verprügeln) und 10 ehemalige Regierungsbeamte.

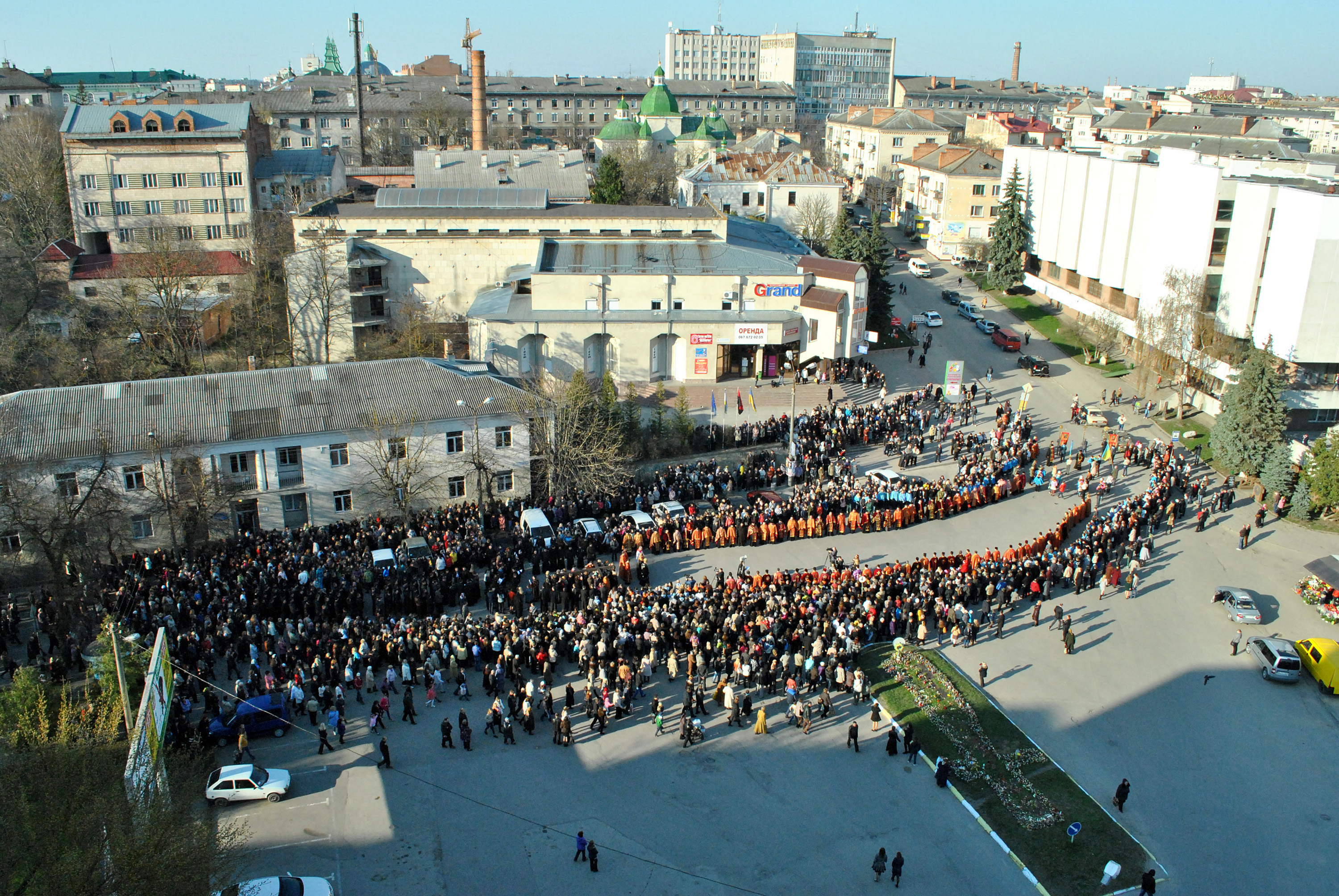
Religiöse Prozession zum Gedenken an die Himmlischen Hundert auf dem Platz der Helden des Euromaidan in Ternopil (30. März 2014)

Am 21. Februar 2014 verabschiedete die Werchowna Rada ein Gesetz zur Unterstützung der Familien der Getöteten. Durch einen Erlass vom 21. November 2014 verlieh der damalige Präsident der Ukraine Petro Poroschenko den getöteten ukrainischen Demonstranten posthum den Ehrentitel „Held der Ukraine“ und durch einen Erlass vom 27. November 2014 den drei ausländischen Getöteten (ein Belarusse und zwei Georgier) posthum den „Orden der Helden der Himmlischen Hundertschaft“.
Seit 2015 wird der Getöteten in der Ukraine jährlich am 20. Februar, dem „Tag der Helden der Himmlischen Hundertschaft“, offiziell gedacht.